# Николаевка (Нижнеомский район)
Николаевка — деревня в Нижнеомском районе Омской области. Входит в состав Старомалиновского сельского поселения.

## История
Основана в 1896 году. В 1928 году состояла из 70 хозяйств, основное население — белоруссы. Центр Николаевского сельсовета Большереченского района Тарского округа Сибирского края.

## Население
| 1926 | 2010 |
| ---- | ---- |
| 459  | ↘92  |

## Инфраструктура
В Николаевке есть свой сельский клуб, магазин, ФАП.